# الغيران (قرية)

الغيران هي قرية أو منطقة في جنوب غرب مدينة مصراتة في ليبيا، يصل عدد سكانها حوالي 33 ألف نسمة[بحاجة لمصدر]
تعتبر الغيران من المناطق الزراعية التي تشتهر بأشجار النخيل والزيتون سابقا.

## أعلامها
- محمد مفتاح قريو، (7 أغسطس 1904 - 10 يوليو 2000) عالم مسلم ومؤرخ وشاعر.